# Himesh Patel
Himesh Jitendra Patel (n. 13 octombrie 1990, Huntingdon, Anglia, Regatul Unit) este un actor britanic, ce a ajuns cunoscut pentru rolurile sale din filmele Yesterday, respectiv The Aeronauts. Acesta a mai apărut și în blockbuster-ul lui Christopher Nolan, Tenet.

## Biografie
Acesta s-a născut în Sawtry, fiind de origine Gujarati.

## Filmografie selectivă
- 2019 Yesterday (Yesterday), regia Danny Boyle
- 2020 Tenet, regia Christopher Nolan
- 2021 Nu priviți în sus (Don't Look Up), regia Adam McKay